# Primus (Schiff, 1974)
Die Primus ist ein 1974 gebautes Fahrgastschiff, das die Frankfurter Primus-Linie bis 2013 auf dem Main für Ausflugsfahrten nutzte. 2013 wurde sie nach Budapest verkauft und wird seitdem auf der Donau eingesetzt.

## Geschichte

### Mit der Primus-Linie auf dem Main
In der Vorbereitungsphase zur Gründung seiner eigenen Reederei, der Primus-Linie, bestellte Anton Nauheimer 1973 das Schiff bei der Schiffswerft Schmidt in Bonn-Oberkassel. Dieses erste Schiff, die Primus, war zugleich namensgebend für die Reederei. Im Betrieb konkurrierte sein Schiff mit Adolf Nauheimer und der Wikinger, dessen Vetter Hans Nauheimer und der Vaterland sowie ab 1976 mit seinem Groß-Cousin Adolf-Ulfried Nauheimer und der Wikinger II. Der Unterschied der Primus lag weniger in den Zielen der Ausflugsfahrten, sondern in der Bordgastronomie. Üblich war damals eine rustikale Bewirtung – Anton Nauheimer setzte mit der Primus auf gehobenere Gastronomie und hatte Erfolg damit.
Parallel zur Einstellung der Wikinger 1981 und der Vaterland 1991 erweiterte Nauheimer seine Flotte und baute damit auch das Fahrtenprogramm der Primus aus. 1996 fuhren die Primus und die beiden neuen Schiffe Nautilus und Johann Wolfgang von Goethe nach Bedarf wechselnd im Linienverkehr den Main aufwärts bis Aschaffenburg, mainabwärts bis Mainz und Wiesbaden sowie darüber hinaus bis ins Obere Mittelrheintal. Dazu kamen Programmangebote wie Musikfahrten, zu Rhein in Flammen, Candlelight-Dinner, Charterfahrten und ähnliches.
Nach über 35 Dienstjahren der Primus modernisierte Anton Nauheimer seine inzwischen aus fünf Schiffen bestehenden Flotte und ersetzte das alte Schiff 2012 durch den Neubau Maria Sibylla Merian. Die Primus verkaufte er nach Ungarn.

### Mit Armada Budapest auf der Donau
Die Überführung der Primus erfolgte im Februar 2013. Der neue Besitzer, die Armada Budapest Hajózás ließ das Schiff zunächst modernisieren, Heimathafen ist seitdem Budapest. Auch wenn nicht von einem Umbau berichtet wird, weichen die Angaben zu den Abmessungen seitdem mit 41,00 Metern Länge und 7,00 Metern Breite ab. Die neuen Eigner behielten den Namen des Schiffes bei.
Die Reederei Armada Budapest verfügt mit der Primus über acht Schiffe, die Primus ist weiterhin für 250 Passagiere vorgesehen. Von Budapest aus unternimmt das Schiff Ausflugs- und Panoramakreuzfahrten und kann auch für Charterfahrten gemietet werden.

## Das Schiff
Das Schiff ist 37,60 Meter lang und 7,60 Meter breit. Der Tiefgang beträgt 1,10 Meter. Angetrieben wird die Primus von zwei MAN-Dieselmotoren mit jeweils 136 kW Leistung, die zwei Schottel-Ruderpropeller vom Typ SRP 100 antreiben. Es ist mit einem elektrisch angetriebenen Bugstrahlruder ausgerüstet.
Das Schiff verfügt über drei Decks und ist für 250 Passagiere zugelassen. Das untere Deck mit Panoramablick ist für 120 bis 150 Personen geeignet, das mittlere Deck für 80 bis 100 Personen. Dazu kommt auf dem mittleren Deck ein Freideck für 50 Personen und das Sonnendeck für 70 Personen.